# Momodu Koroma
Momodu Koroma (né en 1956), est un homme politique sierra-léonais. Ministre des Affaires étrangères du 21 mai 2002 au 8 octobre 2007. Il est membre du Parti du peuple.